# 陸前谷地車站
陸前谷地車站 （日语：／ Rikuzen-yachi eki */?）是一由東日本旅客鐵道（JR東日本）所經營的鐵路車站，位於日本宮城縣遠田郡美里町，是JR東日本陸羽東線沿線的一個無人車站。陸前谷地車站位於JR東日本仙台支社的管轄範圍內，由小牛田車站負責管理。

## 車站結構
陸前谷地車站內設有一座側式月台一條乘車線，鋼筋混凝土製的站房也兼用作候車室用途。車站周遭以聚集在國道108號旁的住宅區為主，但車站南側也可見到大面積的田地。

## 相鄰車站
東日本旅客鐵道
■陸羽東線
北浦－陸前谷地－古川